# Tešanjka (gmina Usora)
Tešanjka – wieś w Bośni i Hercegowinie, w Federacji Bośni i Hercegowiny, w kantonie zenicko-dobojskim, w gminie Usora. W 2013 roku liczyła 531 mieszkańców, z czego większość stanowili Chorwaci.